# ليو توريس
ليو توريس (بالإنجليزية: Leo Torres)‏ هو لاعب كرة قدم أمريكي في مركز الوسط، ولد في 22 يناير 2004 في ديفاين في الولايات المتحدة. لعب مع نادي سان أنطونيو.

## وصلات خارجية
- ليو توريس على موقع قاعدة بيانات كرة القدم.إي يو (الإنجليزية)
- ليو توريس على موقع Soccerway.com (الإنجليزية)